# Aurora (corvetta)
L'Aurora è stata una corvetta a vela della Regia Marina, già della Marina del Regno di Sardegna.

## Storia
Costruita nel 1827 nei cantieri genovesi della Foce per la Marina del Regno di Sardegna, la nave aveva scafo in legno con carena ricoperta di rame ed armamento velico a brigantino a palo (alberi di trinchetto e maestra a vele quadre e mezzana a vele auriche). L'armamento originario si componeva di venti cannoni in ferro a canna liscia da 24 libbre, disposti in batteria, e di quattro cannoni-obici da 60 libbre, anch'essi in ferro ed a canna liscia, collocati in coperta.
Poco dopo l'entrata in servizio, il 17 novembre 1827, l'Aurora prese il mare unitamente alla corvetta Tritone ed al brigantino Nereide, venendo inviata al largo delle coste della Tunisia per difendere il traffico commerciale del Regno di Sardegna.
Nel maggio 1830 la corvetta, agli ordini del capitano di vascello in seconda Giuseppe Albini, venne nuovamente inviata in acque tunisine per prendere parte ad una dimostrazione di forza ai danni della Reggenza di Tunisi.
Tra il febbraio e l'aprile 1831 l'Aurora pattugliò le acque tra Villafranca e Capo Noli per impedire sbarchi di fuorusciti dopo i falliti moti insurrezionali di Modena.
Il 15 gennaio 1832 la corvetta lasciò Genova alla volta di Tunisi, al comando del capitano di vascello Luigi Courtois d'Arcollières ed unitamente alla fregata Euridice. Investita da un fortunale nel golfo Aranci, l'Aurora perse il timone e rischiò di finire in costa, ma poté essere riparata e riprendere il mare il 4 febbraio, sempre diretta a Tunisi. La nave tornò da tale missione il 1º marzo 1832.
Nell'ottobre 1832 la nave venne impiegata per trasportare truppe da Genova a Cagliari, e nel 1833 fu nuovamente inviata in Africa settentrionale, a Tripoli, ove prese a bordo il console sardo, che doveva fare ritorno a Genova.
Il 28 settembre 1833 l'Aurora venne inviata a Civitavecchia, restandovi a disposizione del governo dello Stato Pontificio sino al 7 febbraio 1834. La nave fu nuovamente stazionaria nel porto laziale dal 20 settembre 1834 al 12 gennaio 1835.
Nel febbraio 1835 la corvetta venne aggregata alla squadra del contrammiraglio Luigi Ottavio Serra, insieme alla quale compì una campagna d'istruzione conclusa in dicembre. Nell'agosto del 1835, durante un'epidemia di colera, il morbo si diffuse a bordo contagiando parte dell'equipaggio dell'Aurora, mentre questa era in navigazione da Genova a Cagliari al comando di Giorgio Mameli (la cui famiglia, compreso il figlio Goffredo, era a bordo dell'unità): grazie all'opera del medico di bordo dott. Montolivo, tutti i malati, all'arrivo della nave a Cagliari, erano ormai in via di guarigione, ma la popolazione cagliaritana, temendo che l'arrivo della corvetta potesse diffondere la malattia in città, ne osteggiò lo sbarco e si rifiutò anche di consegnare all'equipaggio viveri e medicinali, ormai pressoché esauriti a bordo dell'Aurora (così come l'acqua). Il comandante Mameli dovette lungamente trattare dapprima con i funzionari locali e poi con il Viceré di Sardegna, dichiarandosi infine disposto a salpare solo se questi si fosse assunto ogni responsabilità con un ordine scritto: il Viceré, tuttavia, si ritirò nella propria dimora senza aver preso decisioni, e la popolazione di Cagliari, decisa a cacciare la corvetta, puntò contro di essa i cannoni delle mura: la reazione dell'equipaggio dell'Aurora, che rispose caricando a sua volta i 24 cannoni della nave e puntandoli contro la città, ottenne infine di far rifornire la nave dei generi essenziali, permettendole così il ritorno a La Spezia.
Il 23 giugno 1836 l'Aurora salpò alla volta di Alessandria d'Egitto, ove condusse il nuovo console del Regno di Sardegna, e, dopo aver toccato anche Malta e Cagliari, fece ritorno a Genova il 28 settembre 1836.
Nel marzo 1838 la corvetta, agli ordini del capitano di vascello in seconda Maurizio Di Villarey, trasportò a Costantinopoli l'addetto d'affari del Regno di Sardegna presso l'Impero ottomano, facendo tappa, durante il viaggio, in diversi porti dell'Anatolia e giungendo quindi ad Alessandria d'Egitto, per poi fare scalo a Larnaca, Beirut e di nuovo Alessandria, tornando infine a Genova il 10 settembre.
Tra il luglio ed il settembre 1839 l'Aurora effettuò una nuova crociera nelle acque del Levante. Il 15 maggio 1841 la corvetta lasciò Genova ancora al comando di Di Villarey, diretta in Inghilterra ed in Svezia, dove avrebbe imbarcato i cannoni comprati dal Regno di Sardegna per armare le nuove navi in costruzione. Lungo il viaggio d'andata la nave fece scalo a Portsmouth, Elsinore, Copenaghen, Hierfringe e Karlskrona, quindi intraprese la navigazione di ritorno, toccando Copenaghen, risalendo il Tamigi sino a Woolwich, poi facendo tappa a Plymouth e Gibilterra e, dopo aver affrontato condizioni meteomarine particolarmente avverse nel golfo di Guascogna, fece ritorno a Genova il 30 ottobre 1841.
Nel giugno 1844 la corvetta salpò da Genova e venne inviata in Sudamerica, dove rimpiazzò la fregata Euridice, stazionando per qualche tempo nelle acque sudamericane prima di tornare in patria.
Il 10 luglio 1847 l'Aurora, agli ordini del capitano di vascello in seconda Ippolito Spinola, lasciò Genova ed effettuò una campagna d'istruzione nell'Oceano Atlantico, per gli allievi della Scuola di Marina: dopo aver sostato per un mese a New York, la corvetta fece ritorno a Genova il 27 novembre 1847. Tra gli allievi che si addestrarono a bordo dell'unità vi fu, nel 1846-1847, anche Alfredo Cappellini.
La nave partecipò poi alla prima guerra d'indipendenza: nel maggio del 1848 salpò da Genova al comando del capitano di vascello in seconda Malaussena ed insieme alle pirocorvette a ruote Tripoli e Malfatano ed alla corvetta a vela Aquila, dalle quali si separò per andare in Mar Egeo, all'inseguimento di una goletta austro-ungarica che riuscì tuttavia a riparare in un porto ellenico. Fallito l'inseguimento, la corvetta fece rotta per l'Alto Adriatico, dove giunse ad inizio luglio, unendosi alla squadra navale (sarda, al comando del contrammiraglio Giuseppe Albini, e veneta) già presente in quelle acque e partecipando alle operazioni di blocco al porto di Trieste, a favore di Venezia insorta. Dal 7 giugno al 14 agosto le navi sardo-piemontesi e ad alcune unità venete, stazionarono al largo di Trieste nell'ambito del blocco navale imposto alla città, importante porto civile e militare austro-ungarico. Tale blocco rimase però sulla carta, dato che la squadra sardo-veneta, giunta davanti a Trieste già il 23 maggio, aveva ricevuto diversi consoli delle nazioni della Confederazione tedesca, i quali affermarono che qualunque atto di guerra contro Trieste sarebbe stato considerato anche contro i loro stati. La squadra italiana rimase pertanto inattiva, e non reagì nemmeno quando, il 6 giugno, la nave ammiraglia San Michele venne colpita di rimbalzo da una palla sparata per provocazione da una fregata austroungarica. Nonostante la formale proclamazione del blocco, avvenuta l'11 giugno, diverse navi nemiche con carichi militari riuscirono ad entrare ed uscire da Trieste senza incontrare ostacoli. Le navi sarde rientrarono a Venezia in agosto e ricevettero l'ordine di ritrasportare in Piemonte via mare il corpo di spedizione sardo-piemontese del generale La Marmora, costituito da circa 2.000 uomini. Tornate ad Ancona il 9 settembre, negli ultimi giorni di ottobre le navi effettuarono una breve puntata su Venezia, per poi tornare rapidamente nel porto marchigiano. La Squadra sarda fu poi fatta rientrare in patria in seguito alla definitiva sconfitta di Novara: l'Aurora, in particolare, ebbe l'ordine di recarsi a Venezia ove imbarcò reparti sardo-piemontesi in ritirata dalla Lombardia, per poi rientrare a Genova il 9 maggio 1849.
Nel luglio 1852 la corvetta prese parte ad una campagna d'istruzione svoltasi nel bacino orientale del Mediterraneo, unitamente alla squadra comandata dal contrammiraglio Carlo Pellion di Persano; durante tale crociera la nave fece scalo a Navarino ed al Pireo.
Qualche tempo dopo (in data successiva al 1852) l'Aurora, ormai anziana, venne giudicata «inservibile ad uso di guerra» ma impiegabile invece come gabarra, ovvero trasporto.
Nel 1855-1856, durante la guerra di Crimea, l'Aurora fece parte della Divisione Navale sarda inviata in Crimea (forte complessivamente di 23 navi di vario tipo, 126 pezzi d'artiglieria e 2574 uomini) e prese parte alle operazioni di tale conflitto. 
Nell'aprile 1859 la corvetta, armata «in gabarra», venne inviata a Stoccolma, dove imbarcò i cannoni acquistati per armare le nuove pirofregate ad elica Duca di Genova e Maria Adelaide. 
Nel 1860, durante la campagna militare seguita all'impresa dei Mille, che avrebbe portato al crollo del Regno delle Due Sicilie e all'Unità d'Italia, la vecchia corvetta venne impiegata per trasportare tra Genova e Napoli materiali destinati alla squadra sarda dislocata nel porto partenopeo, venendo poi rimorchiata a Genova dal pirotrasporto Conte di Cavour il 22 ottobre 1860. Il comandante della Squadra sarda impegnata in tali operazioni, viceammiraglio Carlo Pellion di Persano, propose anche di sbarcare l'equipaggio dell'ormai inutile Aurora, per completare, con i suoi uomini, l'equipaggio del pirovascello Re Galantuomo, da poco incorporato ed in corso di riarmo.
Il 17 marzo 1861, con la nascita della Regia Marina, l'anziana Aurora venne iscritta nel Quadro del Naviglio della nuova forza armata come corvetta a vela di III rango (secondo altra fonte sarebbe invece stata riclassificata trasporto). Nel 1861 la vecchia nave navigò nel Tirreno, utilizzata per esercitazioni, mentre nel 1862 ebbe impiego insieme alla flottiglia della Scuola Novizi e Mozzi, alla dipendenza della quale venne posta formalmente il 19 giugno 1863.
Utilizzata come nave scuola sino al 13 settembre 1863, la corvetta venne messa in disponibilità nel 1864 e disarmata a Genova nel 1865, essendo ormai inefficiente.
Il 1º gennaio 1865 l'Aurora fu trainata da Genova a La Spezia, per essere impiegata per delle sperimentazioni sugli effetti delle esplosioni subacquee: in un primo esperimento, allo scafo venne applicata una granata in ghisa nella quale vi era un chilo di fulminato di mercurio, che, fatta esplodere, aprì uno squarcio di sette metri. Nel secondo esperimento venne fatta scoppiare vicino all'opera viva una carica di tre chili di polvere bianca: l'esplosione provocò la totale distruzione della parte poppiera della nave.
Quanto restava dell'Aurora venne radiato dai quadri del Regio Naviglio con Regio Decreto n. 2837 del 9 aprile 1866.